# Галерија савремене уметности Пожаревац
Галерија савремене уметности Пожаревац је градска установа Пожаревца за развој културе. Налази се у улици Стари корзо 14, у кући из 19. века. Представља изложбени простор самосталних и групних изложби са намером промовисања и представљања пројекта из области савремене уметности, намењен првенствено ликовним и тематским изложбама које организује градски музеј, архив, библиотека и Галерија Милене Павловић – Барили. Својим програмом и изложбама обухвата и тематске изложбе, промоције, предавања, презентације и видео пројекције.
Галерија савремене уметности Пожаревац је основана априла 2011. године при Народном музеју. Одмах након оснивања излагана су значајна имена данашње савремене уметничке сцене. Неке од значајнијих изложби које су биле представљене јавности у овом простору су изложба Миодрага Б. Протића, Миће Поповића, Лазара Возаревића, Милана Коњовића, изложба графика „Пикасо у Пожаревцу” и друге.